# Delegation (Organisationskonzept)
Delegation als Organisationskonzept bzw. das Delegieren als Vorgang (von lateinisch delegare, „hinschicken, anvertrauen, übertragen“) bedeutet in der Organisationslehre die vertikale Übertragung von Aufgaben, Kompetenzen und Verantwortung an nachgeordnete Stellen oder Aufgabenträger.

## Allgemeines
Die Delegation ist neben Standardisierung und Partizipation eine Form der vertikalen Arbeitsteilung. Ziel der Delegation in hierarchischen Organisationen (Behörden, Institutionen, Unternehmen) sind einerseits die Entlastung Vorgesetzter oder übergeordneter Stellen, damit diese sich auf Strategieaufgaben konzentrieren können, sowie andererseits die Erhöhung der Arbeitsmotivation der Mitarbeiter und die Ausschöpfung ihrer Fähigkeiten. Durch das bewusste Delegieren von Aufgaben mit höherem Anforderungs- als Fähigkeitsprofil des Mitarbeiters kann außerdem Personalentwicklung betrieben werden (Jobenrichment oder Jobenlargement). Der Übertragende heißt Delegat oder Delegierender, der Begünstigte ist der Delegationsempfänger. In der Ökonomie entspricht die Delegation dem Prinzip der Subsidiarität.

## Inhalt

Einfaches Delegationsmodell

Modell der Führung „von oben nach unten“ („Top-Down“)

Modell der Führung „von unten nach oben“ („Bottom-Up“)

Die Delegation ist ein Organisationsmittel zur Umwandlung klassischer „top-down“-Hierarchien hin zur modernen „bottom-up“-Strukturen und somit ein Mittel zur Dezentralisation, da durch sie eine Vielzahl von Personen Entscheidungsbefugnisse erhalten können. In ihrer reinen Form schließen sich Zentralisation und Dezentralisation aus, doch „die Kombination beider Strategien wird möglich, wenn grundsätzliche Entscheidungen über Ziele und Strategien der Leistungserstellung sowie -vermarktung zentralisiert, die operativen Entscheidungen über das konkrete, alltägliche Vorgehen zur Realisation von Zielen und Strategien dagegen dezentralisiert werden.“
Die Delegation ist der Kern der Führungstechnik des Management by Delegation, die dadurch gekennzeichnet ist, dass Aufgaben, Kompetenzen und Verantwortung auf untergeordnete Stellen mittels Delegation übertragen werden. Dadurch ergibt sich eine Aufteilung der Arbeitsaufgaben und Führungsaufgaben in Top-Management (Unternehmensleitung wie Vorstand), Middle-Management (wie Abteilungsleiter) und Lower Management (wie Referatsleiter). Dabei muss der Umfang der Kompetenzen in Übereinstimmung mit den zugewiesenen Aufgaben und Verantwortungen stehen (Kongruenzprinzip der Organisation). Entsprechend der Führungstechnik des Management by Exception befassen sich Vorgesetzte mit Ausnahmefällen, während sich Mitarbeiter um Routinefälle kümmern. Hierzu ist eine Definition von Ausnahme und Normalfall notwendig. Weiterhin müssen aus den Gesamtzielen der Organisation Teilziele abgeleitet werden, um von diesen wiederum Aufgaben ableiten und übertragen zu können.
Grundsätzlich nimmt die Möglichkeit der Delegation mit der Schwierigkeit der Aufgaben (vor allem ihrem Innovationsgehalt) ab und mit der Qualifikation der Delegationsempfänger zu. Mit der Aufgabenverlagerung muss zugleich eine Verlagerung der Kompetenz und Verantwortung erfolgen (Kongruenzprinzip der Organisation).
Die Delegation hat vor allem die Entlastung des Vorstandes von sich wiederholenden Aufgaben („Routinearbeiten“) zum Ziel. Er muss dabei in Arbeitsanweisungen/Dienstanweisungen genau abgrenzen zwischen Einzelfällen und Routinearbeiten.

## Harzburger Modell
Betriebliche operative Entscheidungen werden hiernach nicht mehr vom Vorstand getroffen, sondern jeweils von Mitarbeitern auf den unteren Hierarchieebenen, zu denen diese Entscheidungen ihrem Wesen nach gehören. Dem Vorstand verbleibt mehr Arbeitszeit für konstitutive Entscheidungen. Durch Delegation erhält der Mitarbeiter neben einem fest umgrenzten Aufgabenbereich auch die entsprechenden Kompetenzen und Verantwortung. Reinhard Höhn verlangt dabei die gleichgewichtige Delegation von Aufgaben, Kompetenzen und Verantwortung (Kongruenzprinzip der Organisation). Vorgesetzte dürfen in diesen Aufgabenbereich ihrer Mitarbeiter nicht eingreifen und dort auch keine Entscheidungen treffen, es sei denn, es liegt akute Gefahr oder eine Störung vor.

## Rückdelegation
Von einer unerlaubten Rückdelegation wird gesprochen, wenn ein Entscheidungsträger eine in seinem Kompetenzbereich liegende Entscheidung nicht trifft oder Verantwortung hierfür nicht übernimmt, sondern auf eine höhere Hierarchieebene verlagert. Wer die Entscheidungskompetenz innehat, ist verpflichtet, sie auch wahrzunehmen. Keine Rückdelegation ist dagegen die vertikale Eskalation von Entscheidungen bei Störungen im Rahmen des Störungsmanagements. Das Evokationsrecht eines Vorgesetzten oder Fachvorgesetzten, die Bearbeitung einer Sache an sich ziehen, ist ebenfalls keine Rückdelegation.

## Organisatorische Aspekte
Da Delegation vor allem Dezentralisierung bedeutet, hat sie einen höheren Bedarf an Koordination zur Folge. Diesem Problem kann zwar durch Organisationsmodelle und durch effizienten Medieneinsatz bei der Kommunikation begegnet werden, doch werden hier umso mehr Grenzen sichtbar, je größer eine Organisation ist: „Fehlerfreie Delegation über viele Ebenen der Hierarchie mit wirkungsvoller Koordination aller Aktionen ist somit unwahrscheinlich, wenn nicht sogar utopisch. Fehler der Zielzerlegung und -koordination bilden somit ein Restrisiko, das jede Unternehmung tragen muss“. Mit dem Delegationswertkonzept ist es zumindest in der Theorie möglich den Wert einer Delegation zu berechnen.